# Kožna obloga Britanskog muzeja
Kožna obloga Britanskog muzeja (eng. British Museum leather dressing) sredstvo je kojim se koristi u konzervaciji kožnatih predmeta kulturne baštine od svog objavljivanja 1948. godine.

## Uporaba
Sredstvo se nanosi na kožu u svrhu omekšavanja i vraćanja pruživosti te kada predmet treba zaštititi od promjena u vlazi zraka. U principu se sredstva ove vrste koriste samo kod predmeta koji su u upotrebi. Ovakvim se sredstvima koristi samo ako je to neophodno jer višak doprinosi privlačenju prašine ili čak plijesni. Ako predmet ne mora biti pruživ, tada je primjena ovog sredstva izlišna. Suvišak može djelovati kao barijera za daljnji dotok vlage u kožu i tako doprinijeti još većem isušivanju iste. Kako je koža mrtva, nema ni potrebe da je se hrani. U slučajevima kada samo treba poboljšati vanjski izgled kože, bolje je koristiti Renaissance Wax. Nadalje, British Museum leather dressing doprinosi i znatno tamnijem izgledu kože.

## Sastojci
Temeljni sastojci:
| 200 g  | bezvodni lanolin              |
| 30 ml  | cedrovo ulja (fungicid)       |
| 15 g   | pčelinji vosak (alternativno) |
| 330 ml | heksan (otapalo)              |

Prva 3 sastojka miješaju se uz grijanje, zatim se doda otapalo i za vrijeme hlađenja stalno se miješa. Potrebno je paziti pri izradi jer je heksan jako zapaljiva tvar!

## Varijante
Postoji i veći broj varijanti osnovne formule. Ponekad se lanolin može zamijeniti s do 60% ulja goveđih papaka.
Jedan od nedostataka korištenja heksana kao otapala njegova je brza hlapljivost. Prije nego mješavina heksana i lanolina penetrira duboko u kožu, heksan ishlapi na površini oduzimajući tako istoj nešto masnoće.
Dok pčelinji vosak sprečava da zagađenja iz zraka penetriraju u kožu, on također zatvara put normalnoj migraciji vlage unutar kože i tako doprinosi njezinu daljnjem isušivanju.

## Uporaba
Sredstvo je samo dio detaljno razrađenog programa konzervacije kože. Kožu prije primjene treba očistiti primjenom vode i sapuna te 7% otopine kalij laktata kao pufera, ali ne smije se pretjerati u njegovoj upotrebi jer će koža postati ljepljiva i podložna plijesni. Koža koju se tretira mora biti potpuno suha.
Sredstvo treba nanositi štedljivo i dobro ga utrljati. Nakon stajanja od 2 dana polira se mekom krpom. Vrlo tvrdu kožu prethodno treba močiti u otopinu jedne četvrtine BML-a i tri četvrtine Stoddard solventa.
British Museum Leather Dressing daje koži tamnu boju, ali u principu je vrlo uspješan postupak.